# وراکتیا
وراکتیا (به لاتین: Weeraketiya) یک منطقهٔ مسکونی در سری‌لانکا است که در ناحیه هامبانتوتا واقع شده‌است.